# Prévention du suicide
Pour un article plus général, voir Suicide.

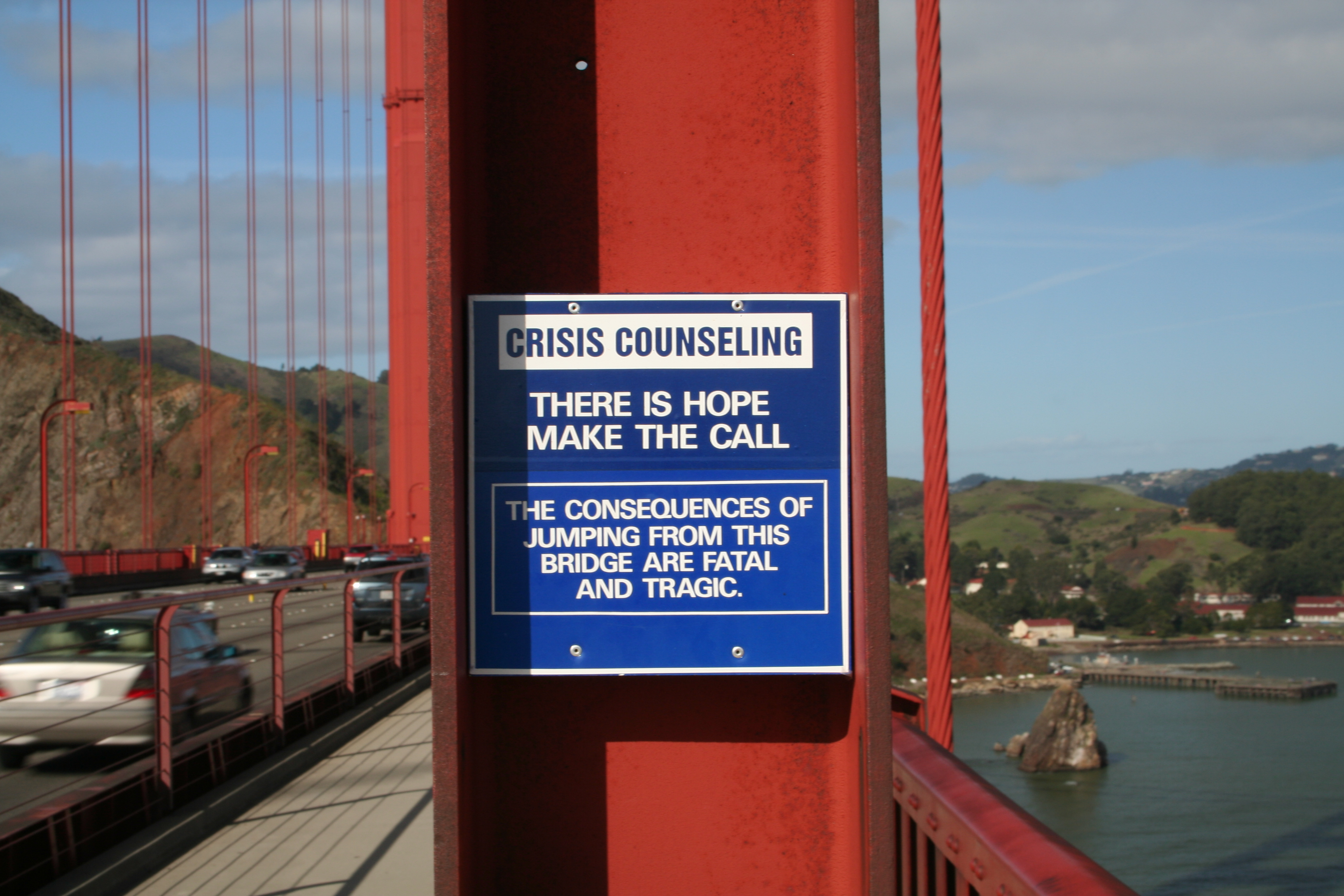
En tant qu'initiative de prévention du suicide, ce signe posé sur le pont du Golden Gate indique un téléphone spécial, disponible sur le pont lui-même, avec lequel les personnes envisageant le suicide peuvent se connecter à un téléphone rouge.

La prévention du suicide est un terme qui désigne les efforts mis en place par des gouvernements, associations ou individus dans l'objectif de réduire le nombre ou l'incidence des suicides.
La lutte contre le suicide est un souvent un enjeu important de santé publique ayant des effets important sur les communautés, les sociétés, et les individus.
Les efforts généraux ont inclus la prévention et les mesures proactives dans le milieu de la médecine et de la santé mentale, ainsi que la santé publique et les autres domaines. Du fait que les facteurs de protection, de soutien social et d'engagement social, ainsi que risques environnementaux tels que l’accès aux moyens létaux, semblent être des aspects significatifs de la prévention du suicide, le suicide ne doit pas être perçu isolément comme une question médicale ou mentale,.

## Méthodes utilisées
Plusieurs méthodes peuvent permettre d'agir sur le nombre de suicides sur le plan sociétal. Ces méthodes sont souvent utilisées conjointement, dans une approche globale de réduction du suicide.
Les mesures mises en place peuvent être divisées en trois catégories : la détection des signes pouvant amener au suicide, la dissuasion ou le traitement des suicidaires, et le soutien aux victimes collatérales des suicidaires.

### Détection
La détection a pour objectif de détecter les personnes ayant des tendances suicidaires, souvent dans l'objectif de les aider.

#### Signaux d'alerte
La détection d'un éventuel passage à l'acte peut s'effectuer en analysant certain signes,:
- Évocation verbale de son intention de mettre fin à ses jours ;
- Épuisement ;
- Anxiété, tristesse intense, découragement ;
- Isolement social ;
- Troubles alimentaires ;
- Perte d'intérêt ;
- Changement d'humeurs ;
- Abus de substances.

#### Facteurs à risque
Même s'il est complexe de comprendre le motif qui pousse certaines personnes au suicide, des schémas récurrents ont été étudiés. Les facteurs sont de plusieurs types. Les facteurs mentaux sont les principaux influents dans l'intention de mettre fin à ses jours, tels que la maladie mentale. Il existe également des facteurs extérieurs comme la violence dans l'entourage, l'intimidation, des conditions sociales compliquées ou un manque affectif par exemple.

### Dissuasion et traitement
La dissuasion comprend l'ensemble des actions ayant pour but d'empêcher les suicidaires de passer à l'acte.

#### Restriction de l'accès aux moyens létaux

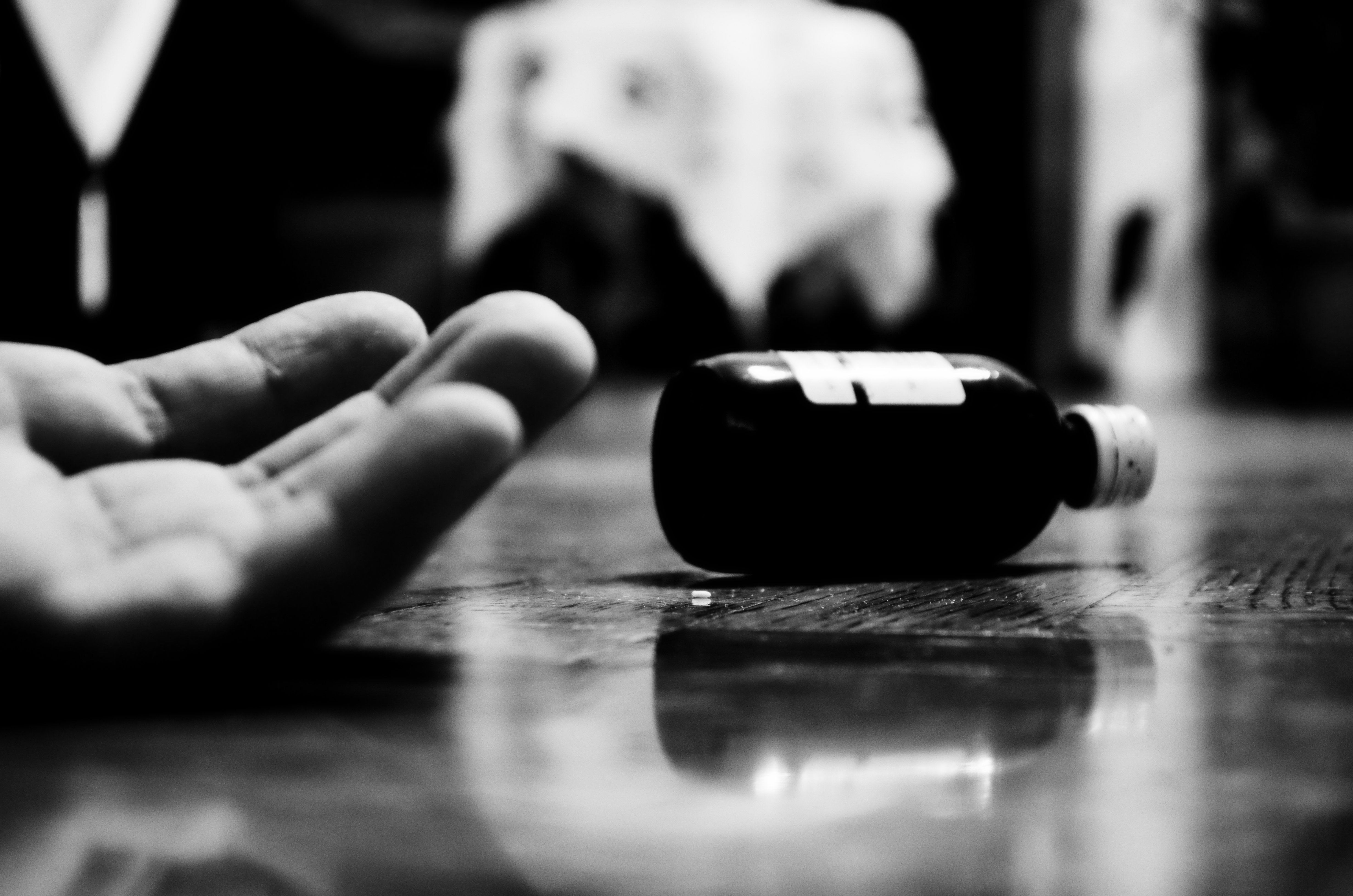
Illustration d'un suicide par intoxication médicamenteuse.

L'une des premières actions mises en place est la restriction de la libre circulation des armes, et plus généralement, de tout moyen permettant de mettre fin à ses jours.
Plusieurs études ont démontré un lien fort entre la limitation de la circulation des armes à feu et la diminution du nombre de suicides. Ainsi, dans de nombreux pays, les armes à feu sont rendues inaccessibles au grand public grâce à des contrôles d'identité, des conditions spécifiques à remplir pour en acquérir une, ou par la simple interdiction de possession.
D'autres produits potentiellement mortels peuvent être rendus inaccessibles dans l'objectif de diminuer les suicides. C'est le cas par exemple de certains types de gaz. Au Royaume-Uni par exemple, dans les années 1950, le suicide par inhalation de gaz domestique était un moyen couramment utilisé pour mettre fin à ses jours. Ce dernier contenait alors 10 à 20 % de monoxyde de carbone, un composé chimique potentiellement mortel. L'interdiction par le gouvernement de l'utilisation commune de ce type de gaz a permis de significativement diminuer le nombre de suicides par inhalation de gaz,.

#### Aide téléphonique
L'aide téléphonique pour les personnes en détresse est souvent attribuée au prêtre anglican Chad Varah à Londres, en 1953 et fondateur de l'organisation caritative Samaritans (en). Parmi les centres de prévention précurseurs figure également le Centre de prévention du suicide de Los Angeles qui s'est étendu à 130 centres aux États-Unis.
Selon l'OMS en 2021, seuls trente-huit pays ont mis en place une politique nationale de prévention du suicide. Parmi les dispositifs les plus utilisés, la ligne d'écoute téléphonique est souvent la première action mise en place par les gouvernements.

##### Pays et régions à majorité francophone
| Pays ou Région | Contacts |
| -------------- | --- |
| Belgique       | - 112 est le numéro d'urgence national. - 0 800 32 123 pour joindre Stichting en français, service de prévention du suicide disponible 24 heures sur 24, 7 jours sur 7. Un forum est également disponible. - 1813 pour joindre (nl) « Stichting Zelfmoordlijn » en néerlandais, service de prévention du suicide, fonctionnant 24 heures sur 24, 7 jours sur 7. Un service de chat est aussi disponible tous les jours de 18 h 30 à 22 h. |
| France         | - « 3114, le numéro national de prévention du suicide » (24 heures sur 24, 7 jours sur 7, écoute professionnelle, confidentielle. Appel gratuit). - « Fil santé jeunes » : 08 00 23 52 36 (numéro gratuit, plutôt à destination des jeunes). - Suicide Écoute : 01 45 39 40 00 (appels 24 heures sur 24). - « SOS Suicide Phénix » : 01 40 44 46 45 (horaires, aide téléphonique et hospitalité). - « S.O.S Amitié », sur sos-amitie.com : 09 72 39 40 50, écoute par téléphone et internet (messagerie instantanée, courriels). - « Croix-Rouge Écoute » : 08 00 85 88 58 (appel gratuit et anonyme). - PHARE Enfants-Parents : 01 43 46 00 62 (appel gratuit et anonyme). - OSDEI : 0972 104 104 (appel gratuit). Prévention des suicides des (ex-) entrepreneurs et travailleurs indépendants. |
| Québec         | - 1-866-277-3553 ou 1-866-APPELLE est un numéro d'appel gratuit et francophone (disponible aussi en anglais) destiné aux personnes suicidaires et à leurs proches. Il est géré par l'« Association québécoise de prévention du suicide ». |
| Suisse Romande | - 112 est le numéro d'urgence national. - 143 est un numéro d'écoute multilingue géré par Tell 143 (« Association suisse La Main Tendue ») pour tout type de crise ou de maladie mentale. Un chat en ligne est également disponible de 19 h à 22 h. - « 147 » est le numéro d'écoute pour les enfants à jeunes adultes lorsqu'ils ont « des petits ou grands soucis, des problèmes ou des questions », gérée par la fondation Pro Juventute. Un chat en ligne est également disponible chaque lundi de 19 h à 22 h. |

##### Autres pays
| Pays               | Contacts |
| ------------------ | --- |
| Algérie            | - 34342 et 43 sont les numéros nationaux d'urgence. - Ligne d'urgence suicide : 0021 3983 2000 58. |
| Argentine          | - 911 est le numéro national d'urgence. - Centro de Asistencia al Suicida en appelant le 135 (Agglomération de Buenos Aires) ou 5275-1135 (reste du pays). - SOS Un Amigo Anonimo est disponible 7 jours sur 7 de 10h à 19h en appelant le 4783–8888. |
| Arménie            | - 112 et 911 sont les numéros nationaux d'urgence. - Trust Social Work and Sociological Research Centre: est joignable au (2) 538194 ou au (2) 538197. |
| Australie          | - 000 est le numéro national d'urgence. - Lifeline est un service national en continu qui fournit un accès à du support de crise, de la prévention du suicide et des services d'aides aux maladies mentales. Il est joignable au 13 11 14. Un service de chat en ligne est aussi disponible de 7h à minuit (heure de Sydney) tous les jours,. - Kids Helpline est un service national en continu qui fournit un accès à du support de crise, de la prévention du suicide et des services de conseil pour les Australiens âgés de 5 à 25 ans. Il est joignable au 1800 55 1800. Un service chat en ligne est aussi disponible. - Beyond Blue fournit un service d'information et d'aide pour la dépression, l'anxiété et le suicide. Il est joignable au 1300 22 4636. La ligne est ouverte 7j/7, 24h/24. De plus, un chat en ligne est disponible de 3h à minuit tous les jours. - The Suicide Call Back Service est un service national qui met en contact des professionnels avec les personnes affectées par le suicide. Il est joignable au 1300 659 467. Un service de chat et d'appel vidéo est aussi disponible. - MensLine Australia est un service pour les hommes ayant des problèmes émotionnels, mentaux et des inquiétudes sur leurs relations amoureuses. Il est joignable au 130 78 99 78. Des conseils en ligne sont également disponibles. |
| Autriche           | - 112 est le numéro d'urgence national. - 142 est le numéro de Telefonseelsorge. Gratuit et disponible 24h/24. - 147 est le numéro de Rat auf Draht, un service de crise spécialement adressé aux enfants, adolescents et leurs proches. |
| Azerbaïdjan        | - 112 est le numéro national d'urgence. - 510-66-36 est le numéro officiel de la permanence de crise jeunesse gérée par Initiative for Development. |
| Bahamas            | - 911 est le numéro national d'urgence. - 322-2763 est la ligne de permanence suicide. |
| Bahreïn            | - 999 est le numéro national d'urgence. |
| Bangladesh         | - 999 est le numéro national d'urgence. - Kaan Pete Roi est une ligne d'écoute dédiée aux sentiments de désespoir, d'isolement, de détresse et aux intentions suicidaires. |
| Barbade            | - 211 est le numéro pour joindre la police. - 511 est le numéro pour appeler une ambulance. - 311 est le numéro pour appeler les pompiers. - (246) 4299999 est le numéro pour joindre Samaritans of Barbados. |
| Biélorussie        | - 112 est le numéro d'urgence national. Appeler le 102 pour joindre la police et le 103 pour appeler une ambulance si besoin. - 8 801 100 8 801 pour les victimes de violences domestiques. Service anonyme disponible 24h/24 et 7j/7. - 801-100-1611 pour les enfants. Service anonyme disponible 24h/24 et 7j/7. - D'autres lignes d'aide peuvent être trouvées sur le site minzdrav.gov.by |
| Bosnie-Herzégovine | - 124 est le numéro national d'urgence. - 122 est le numéro de la police. - 123 est le numéro des pompiers. - 0800-300303 est le numéro de Centar Srce, une organisation de support émotionnel serbe. Il n'existe actuellement pas d'organisation de prévention du suicide bosnienne. |
| Bolivie            | - 911 est le numéro national d'urgence. - (00 591 4) 4 25 42 42 et 75288084 permettent de contacter Teléfono de la Esperanza depuis Cochabamba et La Paz. Il s'agit service de prévention de la santé mentale. |
| Botswana           | - 911 est le numéro national d'urgence. - 3911270 est la ligne nationale d'écoute. |
| Brésil             | - 188 est le numéro national d'urgence. - 190 et 192 sont respectivement les numéros de contact de la police et des ambulances. - 141 permet de contacter le Centro de Valorização da Vida, une ONG de prévention du suicide et d'aide émotionnelle fondée en 1962. Le contact est possible 7j/7, 24h/24 par téléphone, par Skype, par e-mail ou en personne dans l'un des 72 centres visibles sur le site internet. |
| Brunei             | - 991 est le numéro des ambulances. - 993 est le numéro de la police. - 145 est le numéro de la ligne d'écoute pour les personnes suicidaires. |
| Bulgarie           | - 112 est le numéro national d'urgence. - 0035 9249 17 223 est le numéro de la ligne d'écoute de Sofia. |
| Canada             | - 911 est le numéro national d'urgence. - Kids Help Phone est un service national, gratuit, disponible 7j/7 et 24h/24 en anglais et en français, qui fournit des conseils professionnels et du support bénévole à la jeunesse. Un service textuel existe en envoyant par SMS HOME (anglais) ou PARLER (français) au 686868. - [1-833-456-4566] ou 45645 permettent de joindre Canada Suicide Prevention Service de 16h à minuit (heure de la côte est) pour de la prévention des suicides et du support. - 1-877-330-6366 permet de joindre Trans Lifeline qui permet aux personnes transsexuelles de parler à un service de soutien composé d'autres personnes transsexuelles. - Une liste plus détaillée des numéros de prévention du suicide peut être trouvée sur le site de The Canadian Association for Suicide Prevention. |
| Chili              | - 600 360 7777 pour contacter le ministère de la santé. - Todo Mejora peut être contacté via leur application Descàrgate ou sur les réseaux sociaux. - 5622 2442 533 et 5698 2481 971 permettent de contacter la Fundacion Vinculos. |
| Chine              | - 110 est le numéro national d'urgence. - 800 810 1117 (depuis une ligne fixe) ou 010 8295 1332 (depuis une ligne mobile) permettent de contacter le Centre Pékinois de recherche et de prévention du suicide disponible 24h/24, 7j/7. - 400 821 1215 permet de contacter Lifeline China de 10h à 22h tous les jours. - 021 64 38 72 50 permet de contacter le Centre de santé mentale de Shanghai, clinique de la santé mentale. - 0755-25629459 permet de contacter le Centre de santé mentale de Shenzhen, fournissant des conseils de professionnels 24h/24, 7j/7. - 0571-85029595 permet de contacter le Centre de santé mentale de l'école de médecine de l'université de Zhejiang disponible 24h/24, 7j/7. |
| Colombie           | - 123 est le numéro national d'urgence. - 106 fournit du support pour les personnes victimes de dépression, alcoolisme, addiction à la drogue et pensées suicidaires. |
| Croatie            | - 112 est le numéro national d'urgence. - 48 33 888 permet de contacter Plavi Telefon qui fournit du support pour les personnes victimes de dépression, alcoolisme, addiction à la drogue et pensées suicidaires. |
| Cuba               | - 104 est le numéro des ambulances. - 105 est le numéro des pompiers. - 106 est le numéro de la police. |
| Chypre             | - 112 et 199 sont les numéros nationaux d'urgence. - 8000 7773 permet de joindre Cyprus Samaritans tous les jours de 16h à minuit. |
| République Tchèque | - 112 est le numéro national d'urgence. - 116 111 s'adresse au jeunes de moins de 26 ans. - 608 902 410 ou 731 197 477 permet de joindre Blueline de 9h à 21h. - 155 est le numéro national d'urgence médicale. |
| Danemark           | - 112 est le numéro national d'urgence. - 70 201 201 Permet de contacter Livslinien par téléphone de 11h à 4h. Un chat en ligne est aussi disponible. |
| Équateur           | - 911 est le numéro national d'urgence. - (02) 290 6030 ou (03) 282 2225 permettent de joindre Teléfono Amigo tous les jours de 9h à 13h et de 15h à 23h. |
| Égypte             | - 122 est le numéro de la police. - 123 est le numéro des urgences médicales. - 126 est le numéro des urgences pour les étrangers. - 762 1602 ou 762 2381 permet de contacter BeFrienders. |
| Estonie            | - 112 est le numéro d'urgence national. - 655 8088 (en estonien) ou 655 5688 (en russe) permettent de contacter Eluiin qui fournit un support émotionnel de 19h à 7h. |
| Fidji              | - 917 est le numéro national d'urgence. - 132454 permet de contacter la ligne nationale de support de crise et d'intervention pour la prévention du suicide. |
| Finlande           | - 112 est le numéro d'urgence national. - 010 195 202 (pour les Finlandais) ou (09) 4135 0501 (pour les étrangers) permettent de contacter L'Association Finlandaise pour la Santé Mentale qui lutte contre le suicide depuis 1897. |
| Allemagne          | - 112 est le numéro national d'urgence. - 0800 111 0 111 ou 0800 111 0 222 ou 116 123 permet de contacter Telefonseelsorge 24h/24, 7j/7, gratuitement. Un chat en ligne est également disponible. |
| Ghana              | - 999 est le numéro national d'urgence. - 2332 444 71279 permet de contacter la ligne d'écoute nationale. |
| Grèce              | - 112 est le numéro d'urgence national. - 1018 est la ligne d'écoute pour les personnes suicidaires. - 1065 est la ligne de secours pour les personnes âgées. - 11188 permet de joindre la division luttant contre la cyber-criminalité. - 1056 est la ligne nationale d'aide aux enfants. - 15900 permet de joindre le Secrétariat Général pour la politique familiale et l'égalité des genres. - 11528 est la ligne de soutien de la communauté LGBT. |
| Groenland          | - 134 est le numéro national de crise. |
| Guynana            | - 999 est le numéro national d'urgence. - 223 0001 (depuis une ligne fixe) ou 600 7896 (depuis une ligne mobile) permettent de joindre 24h/24 la ligne d'aide et de prévention du suicide inter-agence. |
| Hong Kong          | - 999 est le numéro national d'urgence. - 2896 0000 ou 2389 2222 permettent de joindre 24h/24, 7j/7 les Samaritains de Hong Kong. |
| Hongrie            | - 112 est le numéro national d'urgence. - 116 123 ou 06 80 810 600 permettent de joindre 24h/24, 7j/7, Blue line qui fournit un support émotionnel pour le stress, la détresse, la dépression et le suicide. Le contact peut également être fait par skype ou par e-mail. - 116 11 permet de joindre une ligne d'écoute. |
| Islande            | - 112 est le numéro national d'urgence. - 1717 permet de joindre Hjálparsími Rauða Krossins, une ligne d'écoute contre le suicide. |
| Inde               | - 112 est le numéro national d'urgence. - +91 8422984528, +91 8422984529 et +91 8422984530 permettent de joindre les samaritains de Mumbai de 15h à 21h tous les jours. Le contact peut également être effectué par mail. - +91 80 2572 2573 permet de joindre la Fondation Mitram de 10h à 14h du lundi au samedi. - +91-22-27546669 permet de joindre 24h/24, 7j/7 AASRA composé de bénévoles et professionnels à l'écoute. - +91 44 24640050 permet de joindre 24h/24 et 7j/7 Sneha India. - Befrienders India permet d'obtenir les contacts d'aide locale dans plus de 15 villes. |
| Indonésie          | - 112 est le numéro national d'urgence. - 150 0454 permet de joindre Kementerian Kesehatan. |
| Iran               | - 110 et 115 permettent de joindre respectivement la police et les urgences médicales. - 1480 permet de joindre de 6h à 21 tous les jours L'organisation nationale Iranienne du bien-être qui fournit un accès gratuit à divers spécialistes. Le contact peut également être fait en ligne ou en personne. |
| Irlande            | - 112 et 999 sont les numéros nationaux d'urgence. - 116 123 permet de joindre les samaritains Irlandais qui peuvent fournir un support à travers tout le pays. - 50808 permet de joindre la ligne d'écoute nationale ou en envoyant HELLO par sms. Le service est gratuit, confidentiel et ouvert 24h/24, 7j/7. |
| Israël             | - 100 et 101 sont les numéros nationaux d'urgence pour la police et les urgences médicales. - 1201 permet de joindre 24h/24, 7j/7 par téléphone Eran Suicide Line. Un service SMS est disponible au 076-88444-00 du dimanche au vendredi de 14h à 18h. |
| Italie             | - 112 est le numéro national d'urgence. - 800 86 00 22 ou 06 77208977 permettent de contacter les samaritains Italiens tous les jours de 13h à 22h. - 199284284 permet de contacter Telefono Amico qui fournit de l'aide tous les jours de 10h à minuit. |
| Japon              | - 100 et 119 sont les numéros d'urgence pour la police et les urgences médicales. - 03-5774-0992 permet de contacter TELL qui fournit une ligne d'écoute en anglais ainsi que des consultations pour la santé mentale. - 06-6260-4343 permet de contacter le Centre de prévention du suicide d'Osaka gratuitement du vendredi au dimanche de 13h à 22h. |
| Jordanie           | - 911 est le numéro national d'urgence. - 110 permet de contacter la ligne d'écoute confidentielle de la Fondation Rivière . |
| Corée du sud       | - 112 et 119 sont les numéros nationaux d'urgence, respectivement pour la police et les urgences médicales. - 1339 permet de contacter les urgences médicales dédiées aux étrangers à Séoul. - 1588-9191 permet de contacter Lifeline Korea. - 1566-2525 permet de contacter Counsel24. - 1577-0199 permet de contacter 24h/24 le centre de crise et de conseil dédié à la santé mentale. - 129 permet de contacter le centre d'appel du ministère de la santé. |
| Kenya              | - 911 est le numéro d'urgence national. - +254-722-178-177 permet de contacter Befrienders Kenya. - +254-203-000-378 permet de contacter le département de santé mentale de l’hôpital de Kenyatta. |
| Kosovo             | - 112 est le numéro d'urgence national. - 08-00-12-345 permet de contacter la ligne d'écoute nationale dédiée au suicide. |
| Lettonie           | - 112 est le numéro national d'urgence. - +371-67-22-29-22 permet de contacter 24h/24 et 7j/7 Skalbes. |
| Liban              | - 112 et 175 sont les numéros respectifs pour contacter la police et les pompiers. - 140 permet de contacter la croix rouge. - 1564 ou +961 01 341 941 permettent de contacter la ligne d'écoute Embrace 7j/7 de midi à 5h30 du matin. |
| Libéria            | - 911 est le numéro d'urgence national. - 65-34-308 permet de contacter Lifeline Liberia. |

#### Assistance psychologique
Il y a des nombreuses thérapies, dans la psychologie, pour réduire les idées suicidaires.
Dans les thérapies de groupe, un patient de tendance suicidaire peut intervenir avec d'autres personnes (généralement d'autres patients, avec lesquels il parlerait sans problèmes majeurs). Le reste des patients peut avoir les mêmes problèmes psychologiques que lui ou différents problèmes. Un psychologue dirigerait la réunion.

#### La planification de 'faire face'
La planification de 'faire face' (coping planning, en anglais) est un système innovant, basé sur les forces de la personne, elle-même, pour résoudre un problème, ou au moins amortir son impact.

#### Amélioration de l'état physique
Selon il a eté étudié, une alimentation adéquate, dormir correctement et l'exercice physique ont une influence positive sur l'humeur et l'activité des gens.

#### Accès aux soins
La prise en charge psychologique et psychiatrique permet de détecter et de lutter contre des envies suicidaires. Pour cela, l'accès aux professionnels de santé constitue un pilier important de la lutte contre le suicide.

#### Barrières et protections physiques
Parfois, des systèmes de protection, tels que les barrières et les réseaux anti-suicides, dans les ponts, les bâtiments et autres points dangereux, sont installés pour empêcher les suicides. En cette décision, il peut influencer l'utilisation fréquente pour se suicider de ces points dangereux et la possibilité de blesser quelqu'un dans la tentative de suicide (très possible en le saut de bâtiments de grande hauteur et des situations similaires),.

#### Programmes de prévention
Certains programmes essaient d'éviter le suicide en empêchant les problèmes qui pourraient le causer. Par exemple: la violence dans un couple, la familier, le harcèlement scolaire, le harcèlement au travail, et tout autre.

#### Information du public
La prévention du suicide passe également par l'information du grand public sur les signes à détecter et les moyens d'aide existants. Les campagnes informatives doivent être correctement faites pour fonctionner comme prévu. Parfois, il est souligné que les mentions inappropriées de la question du suicide pourraient augmenter leur quantité (selon les circonstances). Et, selon l'Observatoire du Suicide en France, deux étude sur trois affirment que les campagnes de communication constituent un levier important de la lutte contre le suicide.

### Soutien au victimes
Le soutien au victime collatérale d'un suicidé à pour objectif d'aider au deuil et réduire la culpabilité des proches.

## Efficacité des programmes et méthodes
La prévention du suicide est étudiée de manière scientifique par la suicidologie dont l'objectif est de réduire les taux de suicide dans le monde. De nombreux experts mettent au point et évaluent régulièrement les programmes de prévention dans le monde. L'Organisation mondiale de la santé collecte les données sur le suicide depuis 1950 et soutient des programmes de recherche et revues de question sur le sujet pour aider à l'implémentation de programmes de prévention efficaces.
Une revue systématique des études menées de 1966 à 2005 menée par des experts de 15 pays, suggère que l'éducation des médecins généralistes (formation sur la reconnaissance de la dépression et son traitement) et la réduction des moyens de suicide (par exemple, des armes à feu, ou des pesticides) sont des stratégies de prévention dont l'efficacité est démontrée.

## Analyses des coûts et avantages
Les programmes de prévention représentent un coût financier pour les collectivités, mais ils ont aussi des répercussions financières bénéfiques à long terme. Il est possible de calculer le rapport entre le coût d'un programme et les bénéfices ou avantages humains mais aussi financiers, qui en résultent, ce qui s'appelle une analyse coûts-avantages ou coûts-bénéfices.
Un tel calcul a été fait par le gouvernement anglais (et rapporté par les chercheurs néerlandais Aleman et Denys dans le journal Nature). Ces chiffres démontrent que les programmes de prévention du suicide sont un excellent investissement économique pour un gouvernement. Les coûts des suicides sont évalués en additionnant les frais d'hospitalisation, de police, de funérailles, mais également les années perdues de la personne décédée (un calcul appelé valeur de la vie qui estime, entre autres, la perte de productivité due au décès prématuré). Ces coûts ont été évalués par le gouvernement anglais à environ 577,7 millions de livres sterling dans les années 2008-2009. Or le coût des programmes de prévention du suicide (formation des médecins généralistes, mesures de prévention) est d'environ 10 millions. L'économie réalisée à long terme est de 567,8 millions de livres sterling si l'on prend une estimation de 600 décès par suicide qui seraient évités par la mise en place de ces programmes. Les auteurs en appellent donc à une large hausse des investissements dans ce domaine, qu'ils comparent à la prévention des accidents de la route qui bénéficient de 10 fois plus d'investissement le nombre de victimes d'accidents de la route a baissé alors que celui des suicides stagne ou augmente.

## Formation et risques professionnels
La prévention du suicide est risquée pour les professionnels de la santé en termes de détresse émotionnelle des praticiens et risque de mauvaises pratiques.